# Мильтон, Джон
Джон Ми́льтон (англ. John Milton; 9 декабря 1608, Лондон — 8 ноября 1674, там же) — английский поэт, политический деятель и мыслитель; автор политических памфлетов и религиозных трактатов. Один из самых знаменитых литераторов 1650-х годов — яркой эпохи Английской революции (гражданской войны).

## Биография

### Молодость. Первые произведения
О деде поэта по отцовской линии Ричарде Мильтоне известно, что он происходил из йоменов деревни Стэнтон Сент-Джон близ Оксфорда, был католиком и выплачивал налог на рекузантов. Его сын, Джон Мильтон-старший (1562?—1647), согласно сведениям биографа поэта Джона Обри, обучался в Оксфордском университете и имел интерес к музыке. В отличие от отца он перешёл в протестантизм. В 1583 году Мильтон-старший перебрался в Лондон, где поступил в ученики к нотариусу. В 1600 году был принят в Company of Scriveners и в последующие годы занимал в компании незначительные посты. Мать поэта, Сара Джеффри, была примерно на 10 лет моложе мужа. Джон Мильтон-младший родился, как записано в семейной Библии, «the 9th of December 1608 die Veneris half an howr after 6 in the morning». Вместе с ними в их большом лондонском доме жили также отец Сары, вдовец Эллен Джеффри (Ellen Jeffrey, ум. 1611). Дата рождения старшей сестры Мильтона Анны не известна. Позднее появились другие дети: Кристофер (крещён 3 декабря 1615 года) и ещё две дочери, которые умерли во младенчестве.
Значительная часть детства Мильтона была посвящена образованию, поскольку его отец желал обучить сына наилучшим образом. В возрасте от пяти до семи лет, при помощи частного учителя, он научился читать по-английски и познакомился с арифметикой. Из учителей по имени известен только Томас Янг, шотландский пресвитерианин. Янг приобщил Мильтона к классической греческой и латинской литературе. В 1615 году (или, возможно, в 1620) Мильтон поступил в школу Святого Павла, считавшуюся одной из лучших грамматических школ страны. Впоследствии Мильтон с теплотой вспоминал школу, своих друзей и преподавателей, которые развивали и ценили его талант. В ноябре 1623 года вышла замуж Анна, в январе 1625 года родился её первенец Джон Филлипс. В том же году, в возрасте 16 лет, Мильтон поступил в Кембриджский университет — позднее, чем некоторые из его одноклассников, но лучше подготовленный. По окончании курса он провёл шесть лет в имении отца в Хортоне (близ Лондона), погруженный в самообразование и самосовершенствование. Там он написал по меньшей мере четыре стихотворных произведения, в том числе «На утро Рождества Христова» («Рождественская ода») и элегию «На смерть прелестного ребёнка», посвящённую кончине маленькой племянницы Мильтона Анны. Этот первый юношеский период жизни Мильтона завершился в 1637—1638 путешествием по Италии и Франции, где он познакомился с Галилеем, Гуго Гроцием и другими знаменитыми людьми того времени. В противоположность большинству великих людей, Мильтон провёл первую половину жизни в полной душевной гармонии; страдания и душевные бури омрачили его зрелый возраст и старость.
Светлому настроению молодого Мильтона соответствует характер его первых поэм:
- «L’Allegro» («Весёлый») и «Il Penseroso» («Задумчивый»), где Мильтон рисует человека в двух противоположных настроениях: в радостном и созерцательно-грустном — и показывает, как окрашивается для созерцателя природа со сменой этих настроений. Обе короткие поэмы проникнуты непосредственным чувством и особой грациозностью, характеризующей лирику Елизаветинской поры и уже более не встречающейся у самого Мильтона.
- «Люсидас» («Lycidas»). Поэма даёт тонкие описания идеализированной сельской жизни, но само настроение глубже и обнаруживает таящиеся в душе поэта патриотические страсти; фанатизм революционера-пуританина странным образом переплетается здесь с меланхолической поэзией в духе Петрарки.
- «Комос» («Comus»). Это одна из самых блестящих драматических пасторалей (masks), на которые в то время ещё не прошла мода.

### Зрелость
С 1639 по 1660 год длится второй период в жизни и деятельности Мильтона. Вернувшись из Италии, он поселился в Лондоне, воспитывал своих племянников и написал трактат «О воспитании» («Tractate of Education, to Master Samuel Hartlib»), имеющий главным образом биографический интерес и показывающий отвращение Мильтона ко всякой рутине.
В 1642 году он женился на Мэри Поуэл — и эта женитьба превратила его до того безмятежное существование в целый ряд домашних бедствий и материальных невзгод. Жена уехала от него в первый же год и своим отказом вернуться довела его до отчаяния. Свой собственный неудачный опыт семейной жизни Мильтон распространил на брак вообще и написал полемический трактат «The Doctrine and Discipline of Divorce» («О разводе»).
В начале 1652 года Мильтон полностью ослеп. Согласно Джону Обри, чьи «Minutes of the Life of Mr John Milton» были написаны предположительно в 1681 году, Мильтон обладал прекрасной памятью и отличной способностью упорядочивать материал, что позволяло ему преодолевать неудобства от своей слепоты. Заметки Обри следующим образом описывают распорядок дня поэта: пробуждение в 4:30 утра, после чего секретарь приходил к нему и читал еврейскую Библию, после чего Мильтон некоторое время предавался размышлениям. К работе он приступал в 7 утра и диктовал до обеда, за которым к нему часто присоединялись различные образованные люди, искавшие общества великого человека.
На старости Мильтон очутился один в тесном кругу семьи — третьей жены (первая и вторая умерли) и трёх дочерей от первого брака; последних он заставлял читать ему вслух на непонятных им языках, чем возбуждал в них крайне недружелюбное к нему отношение. Для Мильтона наступило полное одиночество — и вместе с тем время величайшего творчества. Этот последний период жизни, с 1660 по 1674 год, ознаменовался тремя гениальными произведениями: «Потерянный рай» («Paradise Lost»), «Возвращённый рай» («Paradise Regained») и «Самсон-борец» («Samson Agonistes»).

## Взгляды
Перейдя в ряды партии «индепендентов», Мильтон посвятил целую серию политических памфлетов разным вопросам дня. Все эти памфлеты свидетельствуют о силе мятежной души поэта и о блеске его воображения и красноречия. Самая замечательная из его защит народных прав посвящена требованию свободы для печатного слова («Ареопагитика» — «Areopagitica: A Speech for the Liberty of unlicensed Printing to the Parliament of England»).
Из остальных 24 памфлетов первый («О реформации» — «Of Reformation touching Church Discipline in England and the Causes that hitherto have hindered it») появился в 1641 году, а последний — («Скорый и легкий путь к установлению свободной республики» — «A ready and easy way to establish a free Commonwealth») в 1660 году; таким образом, они охватывают всё течение английской революции.
При наступлении парламентского правления Мильтон занял место правительственного секретаря для латинской корреспонденции. В числе других поручений, исполненных Мильтоном во время его секретарства, был ответ на анонимный роялистский памфлет «Образ короля, портрет его священного величества в одиночестве и страданиях» («Eikon Basilike»), появившийся после казни Карла I. Мильтон написал памфлет «Иконоборец» («Eikonoklastes»), в котором остроумно побивал доводы анонима. Менее удачной была полемика Мильтона с другими политическими и религиозными противниками, Салмазием и Мором.
Марчмонт Нэдхэм, выпускавший журнал «Mercurius Politicus» в 1650—1660 годах, был связан с множеством влиятельных республиканских писателей своего поколения, в число который входили Алгернон Сидни (англ. Algernon Sidney), Генри Невил (англ. Henry Nevile), Томас Челонэр, Генри Мартин (англ. Henry Marten) и Джон Мильтон. Мильтон, будучи секретарём Государственного совета в начале 1650-х годов, наблюдал за издательской деятельностью Нэдхэма и после двое мужчин стали друзьями.
Если слепота Мильтона тяжко отразилась на его материальных средствах, то реставрация Стюартов уже принесла ему полное разорение; ещё тяжелее для Мильтона оказался разгром его партии.
Публикация в 1825 году трактата De Doctrina Christiana поставила вопрос о том, насколько религиозные взгляды Джона Мильтона соответствовали религиозной норме своего времени. В частности, обсуждалось, не являлся ли Мильтон антитринитарием или арианином.

## Творчество
«Ареопагитика: Речь о свободе печати от цензуры, обращенная к парламенту Англии»
Это полемический трактат Джона Мильтона, направленный против цензуры. «Ареопагитика» считается одной из наиболее влиятельных и проникновенных философских речей в защиту свободы слова и печати.
Опубликованная 23 ноября 1644 года, в самый разгар гражданской войны в Англии, Ареопагитика заимствует название у речи афинского оратора Исократа, написанной в V веке до н. э. Подобно Исократу, Мильтон не намеревался обращаться к заседающим лично, оформив текст в виде памфлета, сам выход которого нарушал отвергаемый поэтом запрет на неподцензурную публикацию.
Будучи сторонником парламента, Мильтон обрушился с жёсткой критикой на принятое депутатами постановление 1643 года о предварительной цензуре публикаций, отмечая, что подобных порядков не было ни в классической Греции, ни в Древнем Риме.

### «Потерянный рай»
«Потерянный рай» появился в печати в 1667 году, «Возвращённый рай» и «Самсон-борец» — в 1671-м.
«Paradise Lost» — христианская эпопея о возмущении отпавших от Бога ангелов и о падении человека. Великое значение «Потерянного Рая» — в психологической картине борьбы неба и ада. Первая песнь «Потерянного Рая», где побеждённый враг Творца горд своим падением и строит пандемониум, посылая угрозы небу, — самая вдохновенная во всей поэме и послужила первоисточником демонизма Байрона и всех романтиков вообще. Пафосу этой демонической (в буквальном смысле слова) стороны «Потерянного Рая» соответствует идиллическая часть — поэтические описания рая, любви первых людей и их изгнания. Бесчисленные поэтические красоты в передаче чувств, музыкальность стиха, грозные аккорды, говорящие о непримиримости в деле веры, дают вечную жизнь эпопее XVII века.

### «Возвращённый рай»
Поэма «Возвращённый рай» (1671) передаёт историю искушения Иисуса Христа духом зла.

## Память
- В честь Мильтона назван кратер на Меркурии.
- В фильме «Адвокат дьявола» имя Джона Милтона принадлежит дьяволу.
- Blind Guardian — Curse My Name — Памфлет английского поэта Джона Мильтона, в котором он оправдывал казнь Карла I
- В фильме "Адвокат дьявола" Джон Милтон - это имя, которое носит дьявол, в исполнении Аль Пачино. В этой картине он является главой крупной юридической фирмы в Нью-Йорке и начальником главного героя Кевина Ломакса

## Переводы

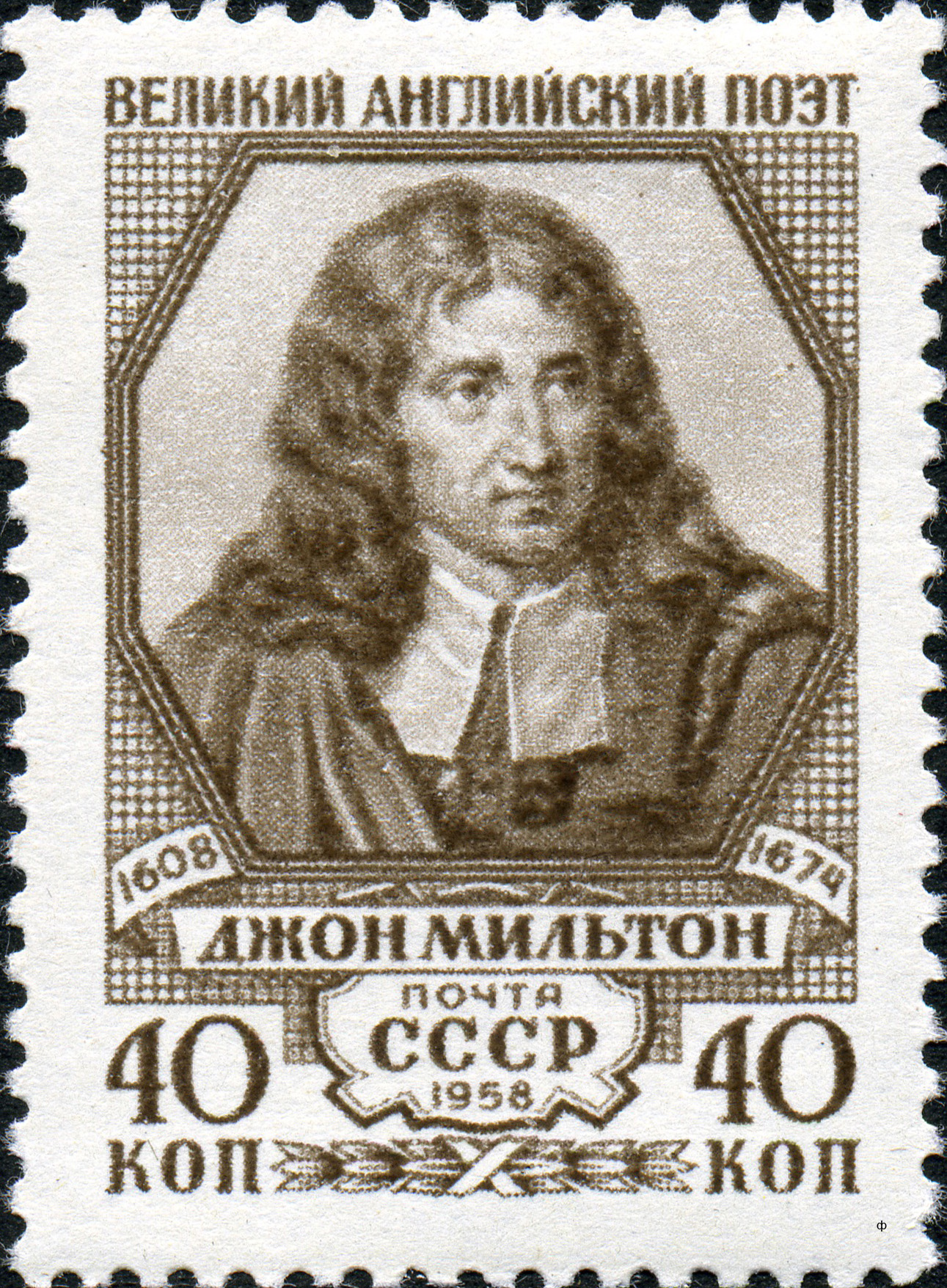
Почтовая марка СССР, 1958 год

Русские переводы сочинений Мильтона:
- М. А. П. А. (то есть Московской Академии префект Амвросий (Серебренников)), «Потерянный рай» поэма героическая (Москва, 1780; 3-е изд. с приобщением «Возвращенного рая», М., 1803; 6-е изд., М., 1827, с биографией Мильтона, 1828; 7-е изд., М., 1860; перевод с французского);
- E. П. Люценко, «Потерянный рай» (СПб., 1824); Ф. Загорский, «Потерянный рай» и «Возвращенный рай» (М., 1827; 4-е изд., 1842—1843);
- E. Жадовская, «Потерянный рай», с приобщением поэмы «Возвращенный рай» (М., 1859; очень неудачный перевод в стихах);
- А. Зиновьев, «Потерянный рай» (М., 1861);
- С. Писарев, «Потерянный рай» (СПб., 1871; стихами); «Потерянный рай», с присовокуплением «Возвращенного рая» (М., 1871);
- А. Шульговская, «Потерянный и возвращенный рай» (СПб., 1878);
- H. М. Бородин, «Потерянный и Возвращенный рай» (М., 1882; 2-е изд., 1884, перевод с французского);
- В. Б—ъ, «Потерянный и Возвращенный рай» (М., 1884, перевод с французского); «Потерянный рай», изд. А. Ф. Маркса, с рис. (СПб., 1895); Андреев, «Рождение Христа», гимн (СПб., 1881); «Ареопагитика», речь Мильтона, обращённая к английскому парламенту, 1644 г. («Современное Обозрение», 1868, № 5).
- О. Н. Чюмина. Потерянный и Возвращенный Рай. Поэмы Д. Мильтона. / В новом стихотворном переводе О. Н. Чюминой (с 50-ю большими рисунками художника Г. Доре). — Санкт-Петербург: Издание А. А. Каспари, 1899 г. (в 1901 году удостоена половинной Пушкинской премии).
- Арк. Штейнберг, «Потерянный Рай» / Мильтон Дж. Потерянный рай. Стихотворения. Самсон-борец. — М.: Худ. лит., 1976. (Библиотека всемирной литературы. Т. 45.)
- Арк. Штейнберг, «Потерянный Рай» / Джон Милтон. «Потерянный рай. Возвращённый рай. Другие поэтические произведения». Илл. Г. Доре. — М.: «Наука», «Литературные памятники», 2006.
- Сергей Александровский, «Возвращённый Рай» / Джон Мильтон. Возвращённый Рай. Перевод с английского. — М.: Время, 2001. — 191 с.: с илл. — (Серия «Триумфы»). ISBN 5-94117-015-7
- Сергей Александровский, «Возвращённый Рай» / Джон Милтон. «Потерянный рай. Возвращённый рай. Другие поэтические произведения». Илл. Г. Доре. — М.: «Наука», «Литературные памятники», 2006.

В 1682 году напечатана «Brief History of Moscovia», компиляция, несомненно принадлежащая Мильтону. Она издана по-русски, со статьёй и примечаниями Ю. В. Толстого, под заглавием: «Московия Джона Мильтона» (М., 1875) См. также доклад Толстого 1874 года в Обществе истории и древностей российских